# Bryconamericus singularis
Espèce
Bryconamericus singularis est une espèce de poisson d'eau douce de la famille des Characidae.

## Distribution
Cette espèce est endémique de l'État d'Apure au Venezuela. Elle se rencontre dans le bassin du rio Cinaruco.

## Publication originale
- Román Valencia, Taphorn & Ruiz Calderón, 2008 : Two new Bryconamericus: B. cinarucoense n. sp. and B. singularis n. sp. (Characiformes, Characidae) from the Cinaruco River, Orinoco Basin, with keys to all Venezuelan species. Animal Biodiversity and Conservation, vol. 31, no 1, p. 15-27.